# 7

7(칠)은 6보다 크고 8보다 작은 자연수다. 또한 수를 표기하기 위한 숫자이기도 하다.

## 수학
- 4번째 소수(素數)다. 앞의 소수는 5, 다음 소수는 11이다.
  - 2번째 안전 소수다. 앞의 안전 소수는 5, 다음은 11이다.
  - 2번째 메르센 소수다. (23 − 1 = 7) 앞의 메르센 소수는 3이고, 다음은 31이다.
  - 두 가지의 사촌 소수에 모두 포함될 수 있는 유일한 소수이다. {(3,7), (7,11)} 이는 서로 연속하는 세 홀수 중 하나가 3의 배수이며, 1은 소수가 아니므로 5가 두 쌍둥이 소수에 모두 포함되는 유일한 소수 인것처럼 (3, 5, 7) 등차가 4인 연속하는 세 수 중 하나가 3의 배수이며, 3을 포함해야 하기 때문에 (3, 7, 11)만 이를 만족하기 때문이다.
  - 4번째 회문 소수다. 앞의 회문 소수는 5, 다음은 11이다.
  - 가장 큰 한 자리 소수다.
- 약수의 합은 8이다.
- 계승은 5040이다.
- 6번째 트리보나치 수다. 앞의 트리보나치 수는 4, 다음은 13이다.
- 3번째 메르센 수로, 2의 3제곱에서 1을 뺀 수다.
- 4번째 뤼카 수다. 앞의 뤼카 수는 4, 다음은 11이다.
- 2번째 칠각수다. 다음 칠각수는 18이다.
- 2번째 중심있는 육각수다. 다음 중심있는 육각수는 19다.
- 2번째 육각뿔수다. 다음 육각뿔수는 22이다.
- 자릿수 제곱합이 제곱수인 7번째 자연수다. 이 성질을 지닌 앞의 수는 6, 다음 수는 8이다. (OEIS의 수열 A175396)
- 세 정수(또는 유리수)의 제곱의 합으로 나타낼 수 없는 최소의 자연수다.[1]:6 다음은 15다.
- 정칠각형은 눈금 없는 자와 컴퍼스만으로 작도할 수 없다.
- 주사위의 마주보는 두 면의 합은 7이다.
- 수학의 7대 난제
- 7의 제곱근은 2.645751311064590590501615753639260425710259183082450180368334459201068823230……이다.
- 1×2×3×4×5×6×7=7×8×9×10, 1×2×3×4×5×6=8×9×10
- 1을 7로 나누면 소숫점 아래로 142857이 무한반복되는 소수가 된다. 일반적으로 확장하면, 7의 배수를 제외한 자연수를 7로 나누면 소숫점 아래로 142857이 무한반복된다.
  - ⁠1/7⁠=1÷7= 0.142857142857...
  - ⁠2/7⁠=2÷7= 0.285714285714...
  - ⁠3/7⁠=3÷7= 0.428571428571...
  - ⁠4/7⁠=4÷7= 0.571428571428...
  - ⁠5/7⁠=5÷7= 0.714285714285...
  - ⁠6/7⁠=6÷7 = 0.857142857142...
- 칠진법의 밑이다.

## 과학·기술
- 질소(N)의 원자번호.
- 중성 상태의 pH값.
- 태양계의 7번째 행성은 천왕성이다.
- 태양계에서 맨 눈으로 볼 수 있는 천체는 태양 (일요일), 달 (월요일), 화성 (화요일), 수성 (수요일), 목성 (목요일), 금성 (금요일), 토성 (토요일) 7개이다. 바빌론 인들이 일주일을 7일로 정한 것이 이 때문이라고 여겨진다.
- NGC 7: 조각가자리 방향에 있는 막대나선은하.
- 윈도우 7: 마이크로소프트의 운영 체제.
- OSI 모델 7 계층
- 7가지 논리 회로: NOT, AND, OR, NAND, XOR, NOR, XNOR

## 교통

### 철도
- 서울 지하철 7호선

### 도로
- 고속도로
  - 유럽 고속도로 7호선: 프랑스 포에서 스페인 사라고사까지 이어지는 유럽 고속도로.
- 국도 제7호선
  - 대한민국 7번 국도: 부산광역시 중구 중앙동에서 강원특별자치도 고성군까지 이어지는 대한민국의 국도.
  - 일본 7번 국도: 니가타현 니가타시에서 아오모리현 아오모리시까지 이어지는 일본의 국도.
- 기타 도로
  - 현도 제7호선

## 나이
- 대한민국의 방송물 등급인 ‘7세 이상 시청가’의 기준이 되는 나이
- 대한민국에서는 만 7세가 되는 해에 초등학교에 입학한다. (정확히는 그 해 3월 2일~4일)

## 문화유산
- 대한민국의 국보 제7호: 천안 봉선홍경사 갈기비
- 대한민국의 보물 제7호: 여주 고달사지 원종대사탑
- 대한민국의 사적 제7호: 경주 망덕사지

## 방송
- KBS 2TV의 채널 번호.

## 스포츠
- 야구에서 좌익수의 수비번호를 나타낸다.
- 핸드볼은 7명이 한 팀을 이룬다.

## 심리학
- 마법의 수 일곱, 더하거나 빼기 둘

## 기타
- 연도: 7년, 기원전 7년
- K7 기관단총

한자 七(7)

- 무지개는 보통 빨강, 주황, 노랑, 초록, 파랑, 남색, 보라의 일곱 색깔로 여겨진다.
- 세븐원더스.
- 세계 7대 불가사의.
- 서양에서 7은 행운의 상징이다. (럭키 세븐이라는 말이 생김)
- 삼국지에서 제갈량은 맹획을 7번 잡았다가 풀어준다. 이를 칠종칠금이라 칭한다.
- 불교의 경전 중 하나인 법화경에는 7가지 비유가 설해져 있다. 이를 법화칠비라 부른다. 법화칠비에는 삼거화택의 비유, 장자궁자의 비유, 양의병자의 비유, 삼초이목의 비유, 계중명주의 비유, 빈인계주의 비유, 화성보처의 비유가 있다.
- 한 주는 월요일·화요일·수요일·목요일·금요일·토요일·일요일의 7일이다. 7일이 지나야 같은 요일이 돌아온다.
- 서양의 음계는 보통 도, 레, 미, 파, 솔, 라, 시의 7음계이다.
- 임진왜란은 7년간 지속되었다.
- 동양의 퍼즐 놀이 중 하나로 7개의 조각을 모두 사용하여 모양을 만드는 칠교놀이가 있다.
- 일본의 간토 지방에는 총 1도 6현(도쿄도, 가나가와현, 지바현, 사이타마현, 이바라키현, 도치기현, 군마현)이 있다.
- 일본의 긴키 지방에는 총 2부 5현(오사카부, 교토부, 효고현, 시가현, 와카야마현, 나라현, 미에현)이 있다.
- 일본 전국 시대 시즈가타케 전투에서 하시바 히데요시의 수하에 7명의 장수가 7본창으로 불리었다. 이들은 와키자카 야스하루를 제외하고는 에도 막부 체제에서 우선 개역 대상이 된다.
- 보잉 707, 보잉 717, 보잉 727, 보잉 737, 보잉 747, 보잉 757, 보잉 767, 보잉 777, 보잉 787 등 보잉 사의 제트 여객기들의 숫자는 모두 7로 시작해서 7로 끝난다.
- 세븐업과 세븐일레븐은 각각 음료와 편의점 브랜드다.
- 칠지도(七支刀)는 몸통과 6개의 튀어나온 가지와 함께 총 7개의 날이 뻗어 있는 칼이다.
- 일부 기독교와 그 종교의 성경에서 중요하게 다뤄지는 수다.
- 여름방학은 대부분 7월에 시작된다.
- 기아 K7
- 주민등록번호 뒷자리는 7자리이다.
  - 단, 1은 1900년 이후 태어난 남자, 2는 1900년 이후 태어난 여자, 3은 2000년 이후 태어난 남자, 4는 2000년 이후 태어난 여자

## 같이 보기
- 온음계
- 무지개

## 참고 문헌
1. ↑  Lam, Tsit-Yuen (2005). 《Introduction to quadratic forms over fields》. Graduate Studies in Mathematics (영어) 67. Providence, RI: American Mathematical Society. ISBN 978-0-8218-1095-8. ISSN 1065-7339. LCCN 2004062281. MR 2104929. Zbl 1068.11023.